# Canton d'Aurillac-Sud
Le canton d'Aurillac-Sud est un ancien canton français situé dans le département du Cantal et la région Auvergne-Rhône-Alpes.

## Histoire
Les cantons d'Aurillac-Nord et d'Aurillac-Sud sont remplacés le 23 juillet 1973 par les cantons d'Aurillac-I, Aurillac-II, Aurillac-III et Aurillac-IV.

## Représentation

### Liste des conseillers généraux de 1833 à 1973
| Période       | Période          | Identité                                                               | Étiquette                      | Qualité |
| ------------- | ---------------- | ---------------------------------------------------------------------- | ------------------------------ | --- |
| 1833          | 1848             | Jean-Baptiste Marie Bonnefons                                          | Gouvernemental                 | Avocat, conseiller municipal d'Aurillac Député (1830-1848) |
| 1848          | 1852             | Justin Majonenc                                                        | Libéral                        | Banquier, premier adjoint au Maire d'Aurillac, conseiller d'arrondissement |
| 1852          | 1867             | Edouard Bonnefons                                                      | Gouvernemental                 | Avocat, conseiller municipal d'Aurillac Député (1830-1848) |
| 1867          | 1871             | Jean-Marie Gustave Bonnefons (fils du précédent)                       | Gouvernemental                 | Président du Tribunal civil d'Aurillac |
| 1871          | 1876 (démission) | Louis Maisonobe                                                        | Républicain Libéral            | Président du Tribunal de commerce d'Aurillac |
| 1876          | 1881 (démission) | Charles Delzons                                                        | Républicain Catholique Libéral | Avocat - Maire de Naucelles (1877-1881), conseiller d'arrondissement |
| 1881          | 1895             | Géraud Lusser                                                          | Républicain                    | Avoué - Maire d'Aurillac (1887-1889), conseiller d'arrondissement |
| 1895          | 1913             | Francis Fesq                                                           | Rad.                           | Médecin - Maire d'Aurillac (1889-1911), conseiller d'arrondissement Député (1910-1914)                                                                                        |
| 1913          | 1919             | François Volpilhac                                                     | Rad.                           | Professeur de philosophie Maire d'Aurillac (1911-1919), ancien conseiller d'arrondissement du canton d'Aurillac-Nord                                                          |
| 1919          | 1940             | Louis Dauzier                                                          | Rad.                           | Négociant (maître-tailleur) Maire d'Aurillac (1922-1925) Sénateur (1929-1945)                                                                                                 |
|               |                  |                                                                        |                                | |
| 1942          | 1945             | Antony Joly                                                            | Radical                        | Entrepreneur dans le textile Maire d'Aurillac (1941-1944) Nommé conseiller départemental en 1942                                                                              |
|               |                  |                                                                        |                                | |
| 1945          | 1951             | Henri Tricot                                                           | SFIO                           | Chirurgien-dentiste Maire d'Aurillac (1947-1953) |
| 1951          | 1959 (décès)     | Antony Joly                                                            | Rad.ind.                       | Entrepreneur dans le textile Maire d'Aurillac (1941-1944) Député (1954-1955)                                                                                                  |
| 12 avril 1959 | 1973             | Jean Mézard (À partir de 1973, il est élu dans le canton d'Aurillac-I) | CNI                            | Médecin - Sénateur (1971-1980) Ancien membre de la Commission administrative départementale (1941-1942) Maire d'Aurillac (1971-1977) Président du Conseil Général (1968-1976) |

### Conseillers d'arrondissement (de 1833 à 1940)
Le canton d'Aurillac-Sud avait deux conseillers d'arrondissement.
| Période                                  | Période           | Identité                             | Étiquette          | Qualité |
| ---------------------------------------- | ----------------- | ------------------------------------ | ------------------ | --- |
| 1833                                     | 1843 (décès)      | Pierre Esquirou-Lavignac (1768-1843) |                    | Maire d'Aurillac (1833-1840)                                                                                 |
| 1833                                     | 1848              | Jean-Hippolyte Esquirou de Parieu    | Républicain modéré | Conseiller municipal d'Aurillac                                                                              |
| 1843                                     | 1848              | Justin Majonenc                      |                    | Banquier, Premier adjoint au maire d'Aurillac                                                                |
| 1848                                     | 1871              | Jean-Hippolyte Esquirou de Parieu    | Républicain modéré | Maire d'Aurillac (1848-1871), Vice-Président du Conseil d'État, député (1852-1869)                           |
| 1848                                     | 1871              | Henri Delfour aîné                   |                    | Négociant, adjoint au maire d'Aurillac, propriétaire du château d'Espinassol                                 |
| 1871                                     | 1880              | Albéric Chibret                      |                    | Maître de poste                                                                                              |
| 1871                                     | 1876              | Charles Delzons                      | Républicain        | Avocat, propriétaire à Naucelle                                                                              |
| 1877                                     | 1883              | Charles Hérault                      |                    | Architecte à Aurillac                                                                                        |
| 1880                                     | 1881              | Géraud Lusser                        |                    | Avoué à Aurillac                                                                                             |
| 1881                                     | 1886              | Clément Cabanes (1851-1899)          |                    | Avoué à Aurillac                                                                                             |
| 1883                                     | 1883 (annulation) | M. Cussac                            |                    | Conseiller municipal d'Aurillac                                                                              |
| 1883                                     | 1898              | Antoine Justin Versepuech            |                    | Propriétaire agriculteur, maire de Prunet                                                                    |
| 1886                                     | 1895              | Francis Fesq                         | Républicain avancé | Médecin, maire d'Aurillac (1889-1911)                                                                        |
| 1895                                     | 1898              | Antoine Abel (1857-1918)             |                    | Négociant en bestiaux, adjoint au maire d'Aurillac, élu conseiller général du canton d'Aurillac-Nord en 1900 |
| 1898                                     | 1904              | Charles Emmanuel Ibos (1858-1940)    |                    | Professeur, Directeur du "Progrès du Cantal", Aurillac                                                       |
| 1898                                     | 1910              | Célestin Laparra                     | Radical            | Maire de Sansac-de-Marmiesse (1896-1925)                                                                     |
| 1904                                     | 1919              | Jean Léon Réniac                     |                    | Médecin à Aurillac, maire d'Ayrens (1904-1910)                                                               |
| 1910                                     | 1919              | Baptiste Bouissou                    |                    | Agriculteur, adjoint au maire de Naucelles                                                                   |
| 1919                                     | 1922              | Célestin Laparra                     | Radical            | Maire de Sansac-de-Marmiesse                                                                                 |
| 1919                                     | 1922              | M. Delmas                            |                    | Médecin à Arpajon-sur-Cère                                                                                   |
| 1922                                     | 1926 (démission)  | Jean Chanal (1883-1969)              |                    | Médecin-Chef de l'hôpital psychiatrique à Aurillac (maire de 1935 à 1941 et de 1944 à 1947)                  |
| 1922                                     | 1926 (décès)      | Victor Roquetanière (1875-1926)      |                    | Médecin à Saint-Paul-des-Landes                                                                              |
| juil.1926                                | 1928              | Jean Gastal (1865-1953)              |                    | Maire de Labrousse                                                                                           |
| 10 oct.1926                              | 1928              | Joseph Gibiard                       | Radical            | Maire de Jussac (1925-1929)                                                                                  |
| 1928                                     | 1940              | M. Laparra                           |                    | Adjoint au maire puis maire d'Arpajon-sur-Cère                                                               |
| 1928                                     | 1934              | Gaston Cuzol (1895-1935)             | SFIO               | Docteur en médecine à Aurillac, propriétaire à Marcenat                                                      |
| 1934                                     | 1940              | Jean Rigal                           | Radical            | Médecin |
| 1940                                     |                   |                                      |                    | Les conseils d'arrondissement ont été suspendus par la loi du 12 octobre 1940 et n'ont jamais été réactivés  |
| Les données manquantes sont à compléter. |                   |                                      |                    | |

## Composition
Il comprend la fraction d'Aurillac située au sud d'une ligne partant du Palais de Justice, passant par la rue des Droits de l'Homme, la place, les rues des Patissiers, Forgerons, du Salut, du Rieux et la place Malhard et les communes suivantes :
1. Arpajon-sur-Cère
2. Crandelles
3. Jussac
4. Labrousse
5. Naucelles
6. Prunet
7. Reilhac
8. Saint-Paul-des-Landes
9. Sansac-de-Marmiesse
10. Teissières-de-Cornet
11. Vézac
12. Vezels-Roussy, à partir de 1928
13. Ytrac